# Dime Mystery Magazine

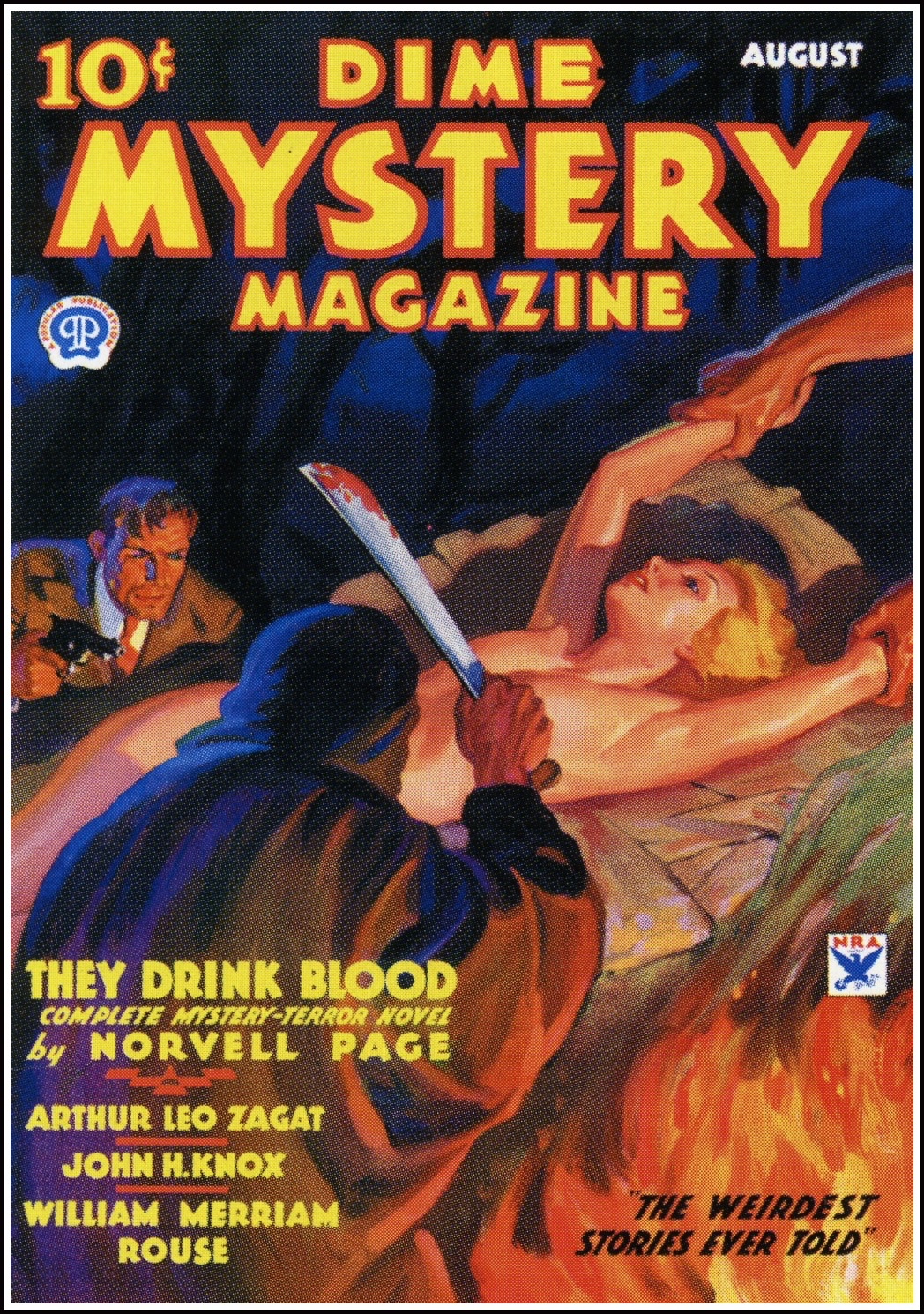
Couverture de l'édition d'août 1934.

Dime Mystery Magazine est un pulp magazine américain publié de 1932 à 1950 par Popular Publications. Intitulé Dime Mystery Book Magazine au cours de ses neuf premiers mois, il contenait des histoires de mystère ordinaires, y compris un long roman dans chaque numéro, mais il était en concurrence avec Detective Novels Magazine et Detective Classics, deux magazines établis d’un éditeur rival, et n’a pas bien vendu. Avec l’édition d’octobre 1933, la politique éditoriale a changé et elle a commencé à publier des histoires d’horreur. Sous la nouvelle politique, le protagoniste de chaque histoire a dû lutter contre quelque chose qui semblait être surnaturel, mais serait révélé pour avoir une explication quotidienne. Le nouveau genre est devenu connu sous le nom de "bizarre menace" fiction; l’éditeur, Harry Steeger, a été inspiré pour créer la nouvelle politique par les dramatisations sanglantes qu’il avait vu au théâtre Grand Guignol à Paris. Les histoires basées sur des événements surnaturels étaient rares dans Dime Mystery, mais apparaissaient parfois.
Publications populaires bientôt commencé plus de magazines dans le même genre, et étrange menace magazines ont commencé à apparaître d’autres éditeurs ainsi. En 1937, les histoires de Dime Mystery mettent davantage l’accent sur le sexe et le sadisme, mais en 1938, la politique éditoriale revient aux romans policiers. Ces histoires se sont maintenant concentrées sur les détectives avec un handicap inhabituel tels que l’amnésie ou l’hémophilie. Il y a eu un bref retour aux histoires de menaces étranges, après quoi des histoires de détectives plus ordinaires ont rempli le magazine jusqu’à ce qu’il cesse de paraître en 1950. La plupart des histoires de Dime Mystery étaient de la pâte à papier de piètre qualité, mais certains auteurs bien connus ont paru dans le magazine, y compris Edgar Wallace, Ray Bradbury, Norvell Page, et Wyatt Blassingame. Les derniers numéros sont parus sous le titre 15 Mystery Stories.

## Historique de publication
En 1929, Harry Steeger a été employé à Dell Publishing comme un éditeur de magazine, et Harold Goldsmith était à Ace Publications, travaillant comme un directeur d’affaires. Steeger persuada Goldsmith de s’associer à lui pour lancer une maison d’édition de magazines de pâte à papier, et la nouvelle société, Popular Publications, fut lancée l’année suivante. Le marché de la pâte à papier à l’époque changeait d’orientation, avec des romans policiers de plus en plus populaires, de sorte que deux des quatre premiers magazines lancés par Popular étaient dans le genre policier : Gang World et Detective Action. Ceux-ci ont été suivis en 1932 par Dime Detective, qui est rapidement devenu l’une des pâtes les plus réussies de Popular, se concentrant sur les crimes louches. Dime Mystery Book Magazine a été lancé à la fin de 1932 comme un magazine sœur à Dime Detective, avec un roman dans chaque numéro. Les ventes du nouveau magazine étaient faibles, mais plutôt que d’annuler Dime Mystery, Steeger a décidé de le changer pour se concentrer sur un type particulier d’histoire d’horreur : ceux qui semblaient être des événements surnaturels, mais avait des explications rationnelles.
La nouvelle politique, qui commença avec le numéro d’octobre 1933, fut un succès,, et le magazine resta sur un calendrier mensuel pendant les sept années suivantes. Populaire bientôt lancé plus de titres dans le même genre, qui est devenu depuis connu comme "étrange menace" fiction. Le premier est Terror Tales, lancé en septembre 1934, suivi par Horror Stories, en janvier 1935. Les concurrents de Popular emboîtèrent bientôt le pas, avec Thrilling Mystery apparaissant en octobre 1935 dans Thrilling Publications.
Dans une entrevue de 1977, Steeger se rappelle avoir payé entre trois quarts de cent et un cent par mot pour de la fiction pendant les années 1930, bien qu’il y ait une poignée d’auteurs qui pourraient commander des taux plus élevés. Ces taux, et la politique de Popular de payer sur l’acceptation, a aidé à séparer Popular des petites entreprises, qui pourraient payer un demi-cent par mot, et seulement sur la publication, pas sur l’acceptation. Le taux a augmenté dans les années 1940, augmentant d’au moins un demi-cent par mot, et plus pour certains auteurs. Le calendrier est passé de mensuel à bimensuel à partir du début de 1941. La Seconde Guerre mondiale entraîna des pénuries de papier, mais Steeger rappela plus tard que cela avait pour effet d’augmenter le pourcentage de chaque tirage vendu et que, par conséquent, les ventes de Popular étaient plus élevées pendant la guerre qu’à tout autre moment de la vie de l’entreprise.
Les magazines de pâte à papier ont commencé à perdre des lecteurs après la guerre, et les ventes ont diminué au cours des années suivantes. La série de Dime Mystery a pris fin en 1950; le dernier numéro était daté d’octobre/novembre de la même année.

## Contenu et accueil

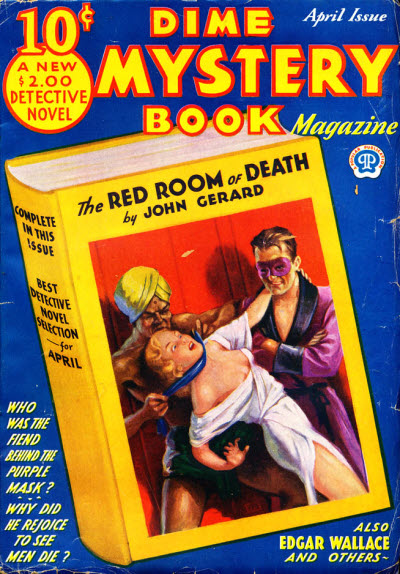
Couverture du numéro d’avril 1933, par Rafael DeSoto, montrant le motif de couverture du livre utilisé pour la première année

Pour la première année, Dime Mystery s’est concentré sur un détective et une fiction. Le titre était initialement Dime Mystery Book Magazine, et le point de vente, comme la couverture a déclaré, était "A New $2.00 Detective Novel". Les romans étaient complets dans chaque numéro, plutôt que sérialisés. L’art de la couverture a renforcé ce message en représentant un livre relié, avec la scène de détective ou de mystère peinte comme couverture du livre. La nouvelle comprend des réimpressions abrégées d’histoires d’Edgar Wallace dans sa série "J.G. Reeder". Le personnage principal, Reeder, avait été procureur à Londres dans la publication originale des histoires dans le magazine Flynn dans les années 1920, mais pour Dime Mystery toutes les références britanniques ont été éliminées, et Reeder est devenu procureur,.
Dime Mystery a concouru avec deux magazines qui ont également publié un roman complet dans chaque numéro : Detective Novels Magazine et Detective Classics. Les deux ont été publiés par Fiction House et, bien que les deux coûtent deux fois plus cher que Dime Mystery, à 20 cents, ils étaient bien établis, réimprimer de longues histoires par des écrivains bien connus tels que Edgar Wallace, Leslie Charteris, et Ellery Queen. En comparaison, selon Jess Nevins, historien de la fiction d’horreur, la fiction de Dime Mystery était "lente, ennuyeuse et impopulaire". Plutôt que d’abandonner le magazine, ce qui aurait signifié la perte de son permis d’expédition de deuxième classe,, Steeger a décidé de se concentrer sur l’horreur. Steeger s’est inspiré des représentations qu’il avait vues au Grand Guignol Theater de Paris, qui lui ont apporté des dramatisations sanglantes de meurtres et de tortures. Le titre a été changé pour Dime Mystery Magazine en juillet 1933, et la nouvelle politique est entrée en vigueur avec le numéro d’octobre 1933. Il n’y avait plus de romans complets; le mot "Livre" avait déjà été retiré de la couverture deux numéros plus tôt. Rogers Terrill, le rédacteur en chef, voulait maintenant des histoires de plomb pas plus de trente-cinq mille mots, au lieu d’environ cinquante-cinq mille mots. Terrill a décrit ce qu’il cherchait dans le numéro d’août 1933 de Writer's Digest (en), qui a été lu par de nombreux écrivains qu’il essayait d’attirer : mystères apparemment surnaturels, mais "peu importe comment grotesque, il doit y avoir une explication logique". Terrill a également donné à ses auteurs une définition pratique des termes qu’il utilisait : "L’horreur est ce qu’une fille ressentirait si, à distance de sécurité, elle observait les rites diaboliques de la pratique de la goule sur une victime. La terreur est ce que la jeune fille ressentirait si, par une nuit noire, elle entendait les pas de la goule venir ici et savait qu’elle était marquée pour la prochaine victime. Le mystère, c’est la fille qui se demande qui l’a fait et pourquoi. »
Terrill avait un roman qu’il voulait utiliser, mais il avait été écrit pour l’ancienne politique, et Terrill a demandé à l’auteur de le réduire de soixante mille mots en seulement quelques jours pour être utilisé dans le premier numéro sous la nouvelle politique. L’auteur se plaint à Norvell Page, un auteur de pâte rapide et prolifique, à propos de la demande de Terrill, et Page produit un nouveau roman de trente-cinq mille mots, Dance of the Skeletons, à la date limite. L’intrigue de la danse des squelettes satisfait les exigences de Terrill pour la terreur, le mystère, et une explication banale pour les événements mystérieux : Les financiers de Wall Street disparaissent, et leurs squelettes, dépouillés de chair, apparaissent mystérieusement dans les rues de Manhattan. L’explication est que le méchant dans l’histoire tue des hommes d’affaires clés pour faire baisser les cours boursiers, et pour détourner l’attention de ses opérations financières, il donne les corps aux piranhas. Les piranhas réduisent les cadavres en squelettes, qui sont secrètement laissés dans les rues de la ville. Page plus tard a publié un article dans l’Annuaire de l’écrivain expliquant comment il a écrit l’histoire et choisi les éléments de l’intrigue : "le maximum de la terreur serait obtenu en convertissant les hommes vivants en de beaux squelettes blancs en quelques minutes et en cachant les moyens par lesquels cela a été fait... Pour avoir l’horreur de l’histoire au complet, ces squelettes doivent être étalés devant la ville, ils doivent apparaître au tableau festif, bruit sourd aux pieds du commissaire de police entrant dans le quartier général. Le roman principal a continué à raccourcir au cours de la vie du magazine, les romans les plus courts ne faisant que 25 pages (entre 15000 et 18000 mots).

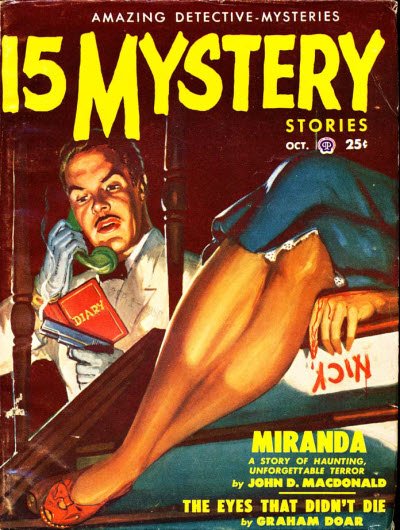
Couverture du dernier numéro, sous le titre 15 Mystery Stories, octobre 1950. L’artiste est inconnu.

Ce fut le début de ce qui est devenu connu comme le genre "menace bizarre", et Dime Mystery est donc devenu le premier magazine à se spécialiser dans la fiction d’horreur. Un article de Richard Tooker dans le magazine des écrivains Author & Journalist décrit les exigences des histoires de menaces étranges plus tard dans la décennie : "Une menace effrayante, apparemment due à des agents surnaturels, doit terrifier les personnages (et le lecteur, mais pas l’écrivain) au début, mais le point culminant doit démontrer de manière convaincante que la menace était naturelle après tout." Les histoires sont devenues plus extrêmes avec le temps, et les monstres et les périls plus mortels et plus bizarres. L’historien de la pâte à papier Robert Jones cite une description typique d’un monstre : « Le visage était vert gris, avec des joues creuses et des mâchoires élancées. Les lèvres étaient rouges de sang comme si les dents qu’ils avaient cachées avaient craqué sur des choses sans nom. Mais les yeux — mon Dieu, les yeux — étaient des fosses sans fond de ténèbres, dont les profondeurs stygian la Mort regardait et regardait. La couverture du magazine a profité pleinement de la nouvelle politique, avec les héroïnes représentées dans tous les dangers possibles. Terrill changerait les titres des histoires qu’il a publiées pour convenir à la politique de menace étrange, et l’historien de pâte à papier Robert Weinberg commente que, exceptionnellement pour les pâtes, des histoires avec des titres tels que "The Corpse Factory" et "Our Host, the Madman" étaient souvent encore plus bizarre que leurs titres sous-entendus.
L’historien du magazine Michael Cook cite trois auteurs comme ayant « [dépassé] les conventions de prose violette » pour produire des histoires intéressantes pour le magazine : John H. Knox, Hugh B. Cave et Wyatt Blassingame, que Cook décrit comme « les plus systématiquement satisfaisants ». auteur de menaces bizarres. Jones cite « The Corpse-Maker », du numéro de novembre 1933, comme l’une des meilleures histoires de Cave : « Un criminel qui a été horriblement défiguré lorsqu’il s’est évadé de prison... dirige le meurtre des jurés qui l’ont condamné. Ils sont amenés à lui pour être torturés à mort.
Blassingame a commencé à vendre à la pâte en 1933 et a écrit un article pour la presse commerciale sur la façon de comploter une étrange histoire de menace. Il a énuméré les deux dispositifs de complot qu’il a utilisés : dans le premier, le héros est poursuivi par le méchant, et échoue à plusieurs reprises à échapper, surmontant finalement le méchant quand tout semble perdu; dans le second, le héros est piégé et menacé de tous les côtés, et doit échapper. Jones donne deux exemples de la façon dont Blassingame varierait ces parcelles de base. Dans "Three Hours to Live", paru dans le Mystère des dix sous d’octobre 1934, la famille du héros est maudite, et ses proches meurent, chaque mort précédée d’un mystérieux bruit de cognement. Lorsque la malédiction est sur le point de frapper, un ami intervient pour révéler que la malédiction est en fait l’oncle du héros, qui tuait d’autres membres de la famille pour obtenir leur argent. Le second dispositif d’intrigue est utilisé dans "The Black Pit" de Blassingame, du Mystère des dix sous de juin 1934. Le héros visite une maison déserte et y trouve une fille, et les deux sont attaqués par un dangereux évadé d’un asile, qui frappe les portes pour les atteindre, et monte dans la cheminée quand déjoué. Le héros parvient finalement à tuer l’attaquant en le poussant dans une fosse. Blassingame a également fait valoir que chaque histoire ne pouvait pas être complètement impossible : "Un seul fait défini peut être étiré à des proportions étonnantes et sera accepté, mais vous devez rendre votre explication sonore et convaincante." Ce conseil n’a pas toujours été suivi : Weinberg commente que bien que les histoires ont toujours essayé d’expliquer tous les événements apparemment surnaturels, "les explications ont souvent laissé des trous majeurs dans l’intrigue… Mais personne ne semblait s’en soucier." Le méchant était souvent un fou, même si cela était habituellement feint à des fins de complot. Souvent leur plan était de rendre fou le héros ou l’héroïne, pour se venger d’un léger romantique ou pour prendre le contrôle de leur argent.
L’interdiction des explications surnaturelles n’était pas absolue, et quelques histoires fantastiques sont apparues pendant l’ère de la menace étrange. Il s’agit notamment d’une série de Chandler Whipple sur une malédiction familiale, avec des histoires dans différentes périodes de l’histoire. Populaire rarement publié des séries, et ce fut l’une des rares fois une série d’histoires connectées est apparu dans le magazine. Paul Ernst a également vendu quelques fantasmes à Dime Mystery, dont "The Devil’s Doorstep" dans le numéro d’octobre 1935, à propos d’un couple qui achète une maison avec une porte en enfer. Certains matériaux non-fiction est apparu ainsi, y compris "Historie’s Gallery of Monsters", une série de dix articles par John Kobler.
En 1937, des magazines de menaces étranges ont commencé à présenter des images plus sexuelles et des méchants plus sadiques. Jones cite Burn—Lovely Lady, de Bruno Fischer. comme un exemple de la "phase sexe-sadique" du genre. Il est apparu dans le Mystère Dix Sous Juin 1938, et a mis en vedette un jeune couple marié étant torturé. La femme doit accepter d’endurer la douleur pendant deux heures pour gagner leur liberté : des aiguilles sont insérées dans son sein et "d’autres parties tendres de son corps", et elle est étirée sur une grille et réveillée par la drogue quand elle s’évanouit.
Pendant la période de menace étrange, les histoires étaient un mélange de mystère et d’horreur, mais le protagoniste n’a jamais été un détective. En 1937, Strange Detective Mysteries, un autre titre populaire, a commencé à publier des histoires mettant en vedette des détectives inhabituels, et en Octobre 1938 Dime Mystery politique a changé de la menace bizarre à "détective défectueux" fiction : histoires avec un élément d’horreur, sur les détectives avec des problèmes inhabituels ou des handicaps. Un des protagonistes détectives souffrait d’hémophilie et devait éviter la moindre égratignure; un autre était insomniaque lorsqu’il travaillait sur un mystère; un autre était sourd et devait lire sur les lèvres; un autre était amnésique. Il y a eu un bref retour aux histoires de menaces étranges au début des années 1940, mais cela n’a pas duré longtemps. Après le numéro de juillet 1941, Dime Mystery a imprimé de la fiction policière ordinaire avec quelques fantaisies, y compris quelques premières histoires de Ray Bradbury.
Les couvertures pendant la phase de menace étrange ont été peintes par Walter M. Baumhofer jusqu’en 1936, avec l’art intérieur contribué par Amos Sewell. Baumhofer a été remplacé par Tom Lovell pour 1936 et une grande partie de 1937, et Sewell par Paul Orban, David Berger, et Ralph Carlson.

## Détails bibliographiques
| Données d’émission pour "Dime Mystery Magazine"                                                                                   | Données d’émission pour "Dime Mystery Magazine" | Données d’émission pour "Dime Mystery Magazine" | Données d’émission pour "Dime Mystery Magazine" | Données d’émission pour "Dime Mystery Magazine" | Données d’émission pour "Dime Mystery Magazine" | Données d’émission pour "Dime Mystery Magazine" | Données d’émission pour "Dime Mystery Magazine" | Données d’émission pour "Dime Mystery Magazine" | Données d’émission pour "Dime Mystery Magazine" | Données d’émission pour "Dime Mystery Magazine" | Données d’émission pour "Dime Mystery Magazine" | Données d’émission pour "Dime Mystery Magazine" |
| | Jan                                             | Fev                                             | Mar                                             | Av                                              | Mai                                             | Juin                                            | Juil                                            | Août                                            | Sep                                             | Oct                                             | Nov                                             | Dec                                             |
| --- | ----------------------------------------------- | ----------------------------------------------- | ----------------------------------------------- | ----------------------------------------------- | ----------------------------------------------- | ----------------------------------------------- | ----------------------------------------------- | ----------------------------------------------- | ----------------------------------------------- | ----------------------------------------------- | ----------------------------------------------- | ----------------------------------------------- |
| 1932 |                                                 |                                                 |                                                 |                                                 |                                                 |                                                 |                                                 |                                                 |                                                 |                                                 |                                                 | 1/1                                             |
| 1933 | 1/2                                             | 1/3                                             | 1/4                                             | 2/1                                             | 2/2                                             | 2/3                                             | 2/4                                             | 3/1                                             | 3/2                                             | 3/3                                             | 3/4                                             | 4/1                                             |
| 1934 | 4/2                                             | 4/3                                             | 4/4                                             | 5/1                                             | 5/2                                             | 5/3                                             | 5/4                                             | 6/1                                             | 6/2                                             | 6/3                                             | 6/4                                             | 7/1                                             |
| 1935 | 7/2                                             | 7/3                                             | 7/4                                             | 8/1                                             | 8/2                                             | 8/3                                             | 8/4                                             | 9/1                                             | 9/2                                             | 9/3                                             | 9/4                                             | 10/1                                            |
| 1935 | 10/2                                            | 10/3                                            | 10/4                                            | 11/1                                            | 11/2                                            | 11/3                                            | 11/4                                            | 12/1                                            | 12/2                                            | 12/3                                            | 12/4                                            | 13/1                                            |
| 1937 | 13/2                                            | 13/3                                            | 13/4                                            | 14/1                                            | 14/2                                            | 14/3                                            | 14/4                                            | 15/1                                            | 15/2                                            | 15/3                                            | 15/4                                            | 16/1                                            |
| 1938 | 16/2                                            | 16/3                                            | 16/4                                            | 17/1                                            | 17/2                                            | 17/3                                            | 17/4                                            | 18/1                                            | 18/2                                            | 18/3                                            | 18/4                                            | 19/1                                            |
| 1939 | 19/2                                            | 19/3                                            | 19/4                                            | 20/1                                            | 20/2                                            | 20/3                                            | 20/4                                            | 21/1                                            | 21/2                                            | 21/3                                            | 21/4                                            | 22/1                                            |
| 1940 | 22/2                                            | 22/3                                            | 22/4                                            | 23/1                                            | 23/2                                            |                                                 | 23/3                                            | 23/4                                            | 24/1                                            | 24/2                                            | 24/3                                            | 24/4                                            |
| 1941 | 25/1                                            | 25/2                                            | 25/3                                            |                                                 | 25/4                                            |                                                 | 26/1                                            |                                                 | 26/2                                            |                                                 | 26/3                                            |                                                 |
| 1942 | 26/4                                            |                                                 | 27/1                                            |                                                 | 27/2                                            |                                                 | 27/3                                            |                                                 | 27/4                                            |                                                 | 28/1                                            |                                                 |
| 1943 | 28/3                                            |                                                 | 28/3                                            |                                                 | 28/4                                            |                                                 | 29/1                                            |                                                 | 29/2                                            |                                                 | 29/3                                            |                                                 |
| 1944 | 29/4                                            |                                                 | 30/1                                            |                                                 | 30/2                                            |                                                 | 30/3                                            |                                                 | 30/4                                            |                                                 | 31/1                                            |                                                 |
| 1945 | 31/2                                            |                                                 | 31/3                                            |                                                 | 31/4                                            |                                                 | 32/1                                            |                                                 | 322/2                                           |                                                 | 32/3                                            |                                                 |
| 1946 | 32/4                                            | 33/1                                            |                                                 |                                                 | 33/2                                            |                                                 | 33/3                                            |                                                 | 33/4                                            |                                                 | 34/1                                            |                                                 |
| 1947 | 34/2                                            |                                                 | 34/3                                            |                                                 | 34/4                                            |                                                 | 35/1                                            |                                                 | 35/2                                            | 35/3                                            | 35/4                                            | 36/1                                            |
| 1948 | 36/2                                            | 36/3                                            |                                                 | 36/4                                            |                                                 | 37/1                                            |                                                 | 37/2                                            |                                                 | 37/3                                            |                                                 | 37/4                                            |
| 1949 |                                                 | 38/1                                            |                                                 | 38/2                                            |                                                 | 38/3                                            |                                                 | 38/4                                            |                                                 | 39/1                                            |                                                 | 39/2                                            |
| 1950 |                                                 | 39/3                                            |                                                 | 39/4                                            |                                                 | 40/1                                            |                                                 | 40/2                                            |                                                 | 40/3                                            |                                                 |                                                 |
| Numéros de Dime Mystery Magazine, indiquant le volume et le numéro du numéro. La séquence des éditeurs n’est pas bien documentée. |                                                 |                                                 |                                                 |                                                 |                                                 |                                                 |                                                 |                                                 |                                                 |                                                 |                                                 |                                                 |

Dime Mystery Magazine a été publié par Popular Publications et a produit 159 numéros entre décembre 1932 et octobre 1950. C’était du format pulpe pour tous les numéros, avec un nombre de pages entre 128 et 144 pages. Le prix a commencé à 10 cents, a augmenté à 15 cents en Novembre 1944, à 20 cents en Décembre 1948, et enfin à 25 cents en Février 1950. Il s’intitulait à l’origine Dime Mystery Book Magazine, et est devenu Dime Mystery Magazine en juillet 1933. Il est resté sous ce titre jusqu’en 1950 quand il est passé à 15 Mystery Stories pour ses cinq derniers numéros. La numérotation du volume était régulière, chaque volume ayant quatre numéros; le dernier numéro était le volume 40, numéro 3. Il a commencé comme un magazine mensuel, et est resté sur ce calendrier jusqu’en Mars 1941, omettant seulement le numéro de Juin 1940. De mars 1941 à septembre 1947, il a été bimensuel, sauf qu’en 1946 un numéro de février est apparu au lieu d’un numéro de mars. Une brève séquence mensuelle s’est déroulée de septembre 1947 à février 1948, suivie d’une autre séquence bimensuelle qui a duré jusqu’à la fin de la course.
La séquence des éditeurs n’est pas bien documentée. L’historien de la pâte à papier, Robert Kenneth Jones, nomme Rogers Terrill premier rédacteur en chef, dont la direction passe à Chandler Whipple vers 1941, et à Loring Dowst vers 1943. Il mentionne également Henry Sperry comme rédacteur en chef, avec Leon Byrne comme rédacteur adjoint; il ne donne pas de dates, mais note que Sperry et Byrne sont morts en 1939. Le bibliographe Phil Stephensen-Payne donne la séquence des éditeurs comme Rogers Terrill, Henry Sperry, Leon Byrne, Chandler Whipple, et Loring Dowst, mais ne donne aucune date pour les transitions. Weinberg cite Terrill comme rédacteur en chef de toutes les questions étranges de menace, d’octobre 1933 à septembre 1938, et décrit Sperry et Dowst comme rédacteurs associés. Un article paru dans Writer’s Digest en décembre 1942 au sujet du personnel de publication qui avait quitté pour servir dans l’armée a inscrit John Bender comme rédacteur en chef de Dime Mystery.
Dime Mystery est de collection, avec des problèmes de vente pour 100 $ ou plus à partir de 2007 selon la condition. Ses titres d’accompagnement, Histoires d’horreur et Contes de terreur, commandent habituellement des prix plus élevés.